# Пузырьки (Славутский район)
Пузырьки (укр. Пузирки) — село в Славутском районе Хмельницкой области Украины.
Население по переписи 2001 года составляло 181 человек. Почтовый индекс — 30074. Телефонный код — 3842. Занимает площадь 1,18 км². Код КОАТУУ — 6823983004.

## Местный совет
30074, Хмельницкая обл., Славутский р-н, с. Ивановка